# Diptyonius striatus
Diptyonius striatus is een hooiwagen uit de familie Cranaidae.